# Fields of the Nephilim
Fields of the Nephilim ist eine einflussreiche Gothic-Rock-/Gothic-Metal-Band, die 1983 in Stevenage (Hertfordshire) gegründet wurde. Die Band verbindet optische Elemente aus den Bereichen Italowestern und postnuklearem Endzeitszenario mit mythischen Elementen aus den Bereichen Schamanismus, Hermetik, Chaosmagie und Nephilim-Legende. Auf die mythischen Nephilim, nach dem alten Testament riesenhafte Nachfahren gefallener Engel, geht auch der Bandname zurück. Nephilim werden sogar als die Helden der Vorzeit bezeichnet.

## Geschichte
Fields of the Nephilim wurden 1983 gegründet und bestanden von 1984 bis 1991 aus Carl McCoy (Gesang), Paul Wright (Gitarre), Peter Yates (Gitarre; Peter Yates ersetzte den bis 1984 in der Band spielenden Saxophonisten Gary Whisker), Nod Wright (Schlagzeug) und Tony Pettitt (Bass). Die Band orientierte sich seit der Mitte der 1980er Jahre bezüglich des Outfits an The Sisters of Mercy und wurde daraufhin von der Musikpresse als deren 1:1-Kopie gebrandmarkt. Tatsächlich hatten die Fields sämtliche Kleidungselemente, inklusive Carl McCoys Fliegerbrille (ursprünglich von Wayne Hussey zu Sisters-Zeiten getragen), von den Sisters of Mercy übernommen.
Die Band kreierte einen eigenen musikalischen, vom Hard Rock beeinflussten Stil, auf den sich viele Bands der 1990er- und 2000er-Jahre als Einfluss berufen. Auch einige Bands aus dem Death-Metal-Bereich gaben die Band als Inspiration an.
Nachdem sich Sänger McCoy 1991 vom Rest der Band getrennt hatte, machte er mit einem Soloprojekt namens The Nefilim weiter. Unter einmaliger Nutzung dieses Namens erschien 1995 das Death- und Industrial-Metal-lastige Album Zoon. Die verbliebenen Fields-Musiker gründeten zusammen mit Sänger Andy Delany ein neues Projekt namens Rubicon, das sich nach zwei kaum beachteten Alben auflöste.
Aus Nefilim gingen in der zweiten Hälfte der 1990er Jahre zwei neue Formationen hervor: Saints of Eden und Sensorium, beide ebenfalls deutlich Metal-orientiert. Die Wright-Brüder riefen nach dem Ende ihres Projektes Rubicon die Band The Last Rites ins Leben.

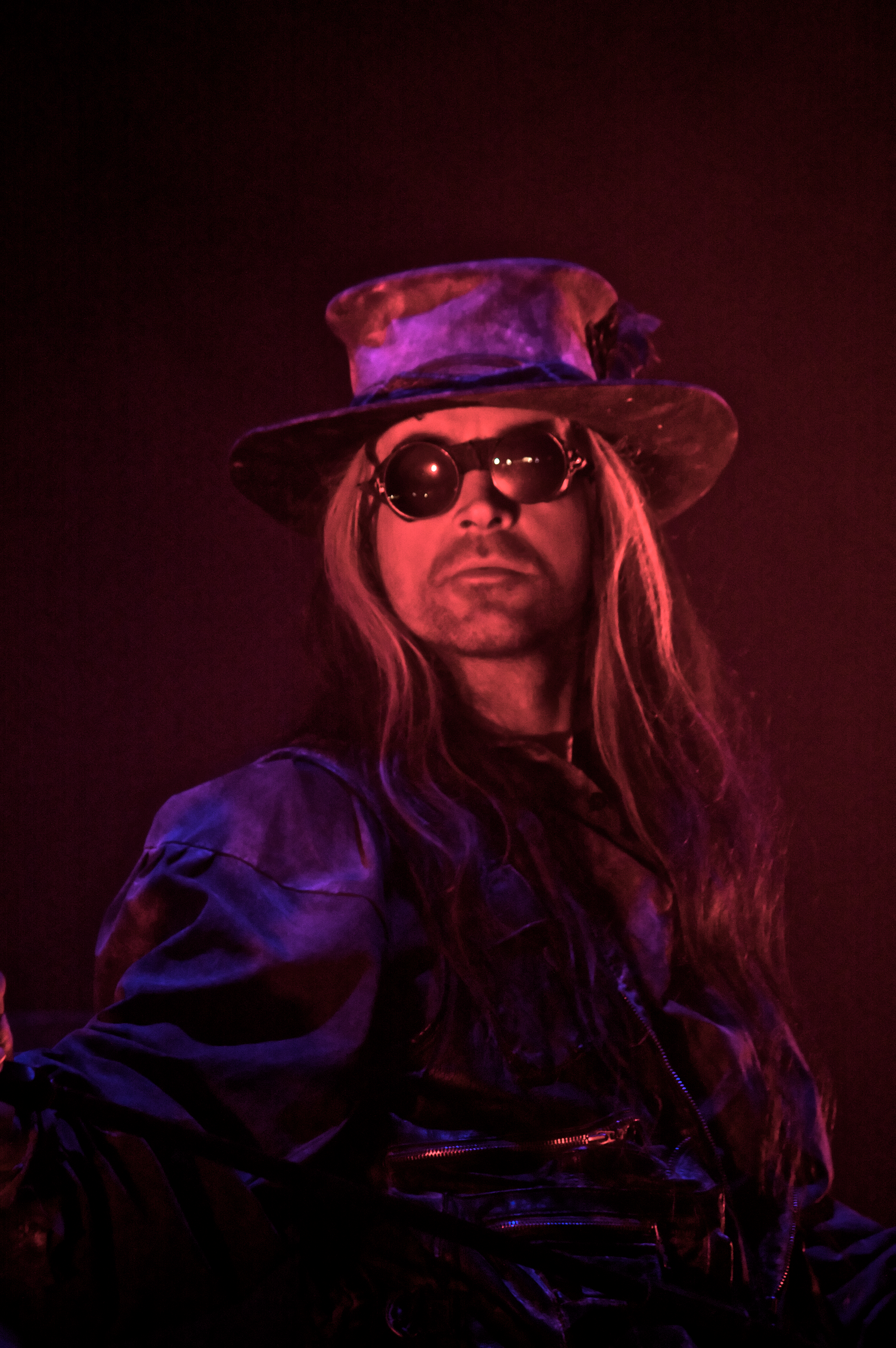
Carl McCoy (2008)

Gegen Ende der 1990er-Jahre fanden Gespräche zu einer Wiedervereinigung der Originalbesetzung der Fields of the Nephilim statt (ohne Peter Yates, da er nicht zur Verfügung stand). Die Band nutzte für kurze Zeit das damals noch bestehende Studio in Hitchin und begann neue Songs zu schreiben. Nach einem Einbruch in dieses Studio, bei welchem Aufnahmen verschwanden, zogen die Wright-Brüder sich zurück, so dass nur Sänger Carl McCoy und Bassist Tony Pettitt unter dem vom Label Jungle Records erdachten Projektnamen Fields of the Nephilim A.D. eine Single namens One More Nightmare (2000) veröffentlichten. Es waren Remixe alter Fields-Lieder, ursprünglich für ein Filmprojekt angefertigt. Ein echtes Album gab es nicht, und auch Carl McCoy und Tony Pettitt gingen musikalisch wieder getrennte Wege. Carl McCoy setzte das Projekt alleine fort. Im Jahr 2002 entschloss sich das Label, nicht länger auf die finalen Albumaufnahmen von McCoy zu warten, und veröffentlichte kurzerhand das Album Fallen: eine Sammlung zwischenzeitlich eingereichter Demos  und Proberaumaufnahmen, um etliche Auslagen und Kosten zurückzugewinnen. Die Kooperation zwischen Jungle Records und Carl McCoy endete an dieser Stelle.
Im selben Jahr gründete sich eine weitere Fields-of-the-Nephilim-Absplitterung durch Peter White und Tony Pettitt: N.F.D. (Noise for Destruction).
Im November 2005 erschien mit Mourning Sun ein neues Album von Carl McCoy unter dem alten Projektnamen Fields of the Nephilim, welches in enger Kooperation mit John „Cappacino“ Carter entstand. John Carter war seit McCoys Sologang eine Hintergrundperson, die großen musikalischen Einfluss hatte, unter anderem zu hören im ersten Nefilim-Song „Chaocracy“. Carter spielte auf einigen Konzerten den Bass, zog sich dann aber aus der Liveszene zurück.
Das Album „Mourning Sun“ stellt eine gelungene Kombination des alten Fields-of-the-Nephilim- und des Metal-lastigen Nefilim-Stils dar.
In den folgenden Jahren gab die Band vereinzelt Konzerte. Im Oktober 2011 spielten die Nephilims anlässlich des 25-jährigen Bandbestehens von The Mission mit selbigen in der Londoner Brixton Academy.
Im April 2012 veröffentlichte die Band nach langer Pause Ceromonies (Ad Mortem ad Vitam). Das Live-Album / die
(Doppel-)DVD bestand aber aus Aufnahmen eines zweitägigen Konzertes im Londoner Shepherds Bush Empire im Jahr 2008. Der Song Last Exit for the Lost (der nicht mit auf das Live-Album passte) wurde auf der Nephilim-Website als Download angeboten.

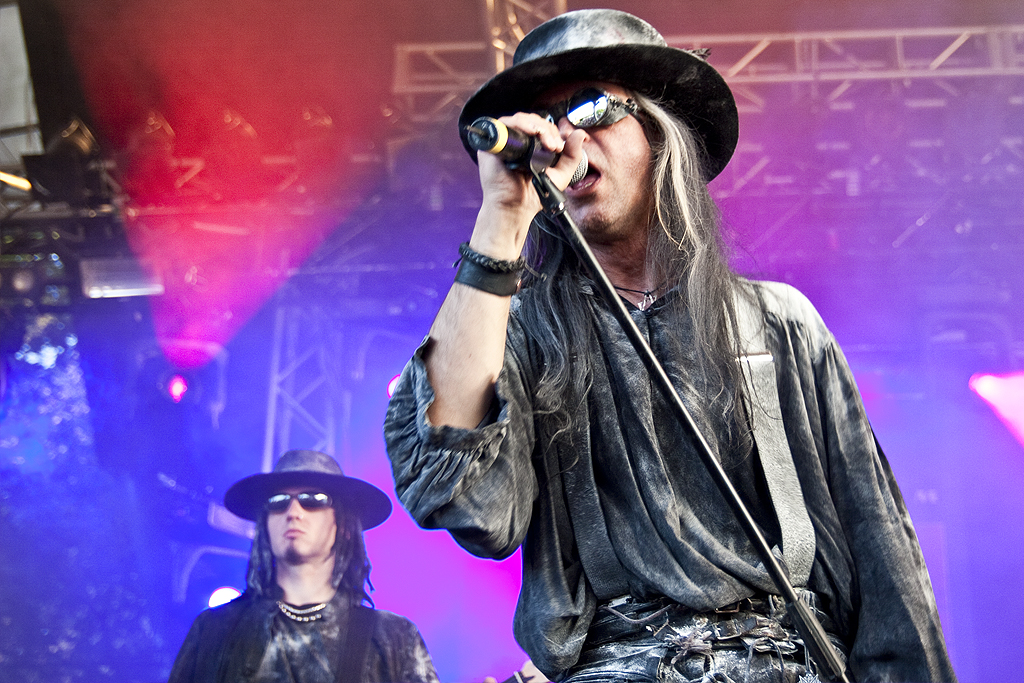
Fields of the Nephilim auf dem Amphi Festival 2013

Tony Pettit schloss sich der Band als Bassist im Jahr 2013 für Live-Auftritte wieder an und mit Andy James bekam die Band einen neuen Gitarristen. Die Band spielte 2013 und 2014 einige Gigs in Europa. Am 5. und 6. Dezember 2014 spielten die Nephilims zwei Abende anlässlich ihres 30-jährigen Bandjubiläums im Londoner Shepherds Bush Empire.
Im Juli 2014 gab Carl McCoy bekannt, dass die Band wieder im Studio sei. Einige neue Songs wurden 2014 bereits live präsentiert und erinnerten an die beiden letzten Alben der Nephilims sowie sehr stark an das Album Elizium und das Live-Album Earth Inferno. Die Songs kamen bei den Fans gut an. Ein Releasedatum für das neue Material ist nicht bekannt.

„Jetzt ist die Zeit gekommen für neue Nephilim-Songs. Der Anfang ist immer einfach, aber es ist stets schwer, das Ende zu erreichen (fertigzustellen). Ich schließe stets die Tür hinter mir, um anzufangen, aber es wird dann immer schwer, meinen Weg hinaus aus der Dunkelheit zu finden.“

Im April / Mai 2015 spielten die Nephilims auf Festivals in den Niederlanden und Belgien (Roadburn Festival / Eurorock) sowie beim Wave-Gotik-Treffen in Leipzig am 23. Mai 2015. Im Juni und Dezember gab es Konzerte in London. Ende März 2016 erschien die neue Single Prophecy, welche nicht der angekündigten „Metamorphose“ entsprach, auf welche die Fangemeinde gespannt wartete. Es folgten mehr oder minder regelmäßige Festivalauftritte, eine eigene Tour wurde wider Erwarten nicht geplant bzw. durchgeführt. Seit 2020 war die Band zwar oft gebucht, sagte aber häufig Konzerte ab, Gründe oder Erklärungen gab es hierfür meist nicht.

## Sonstiges
1990 hatte Carl McCoy eine kleine Rolle in dem Science-Fiction-Film M.A.R.K. 13 – Hardware.

## Diskografie
(mit the Nefilim)

### Alben
- 1987: Dawnrazor
- 1988: The Nephilim
- 1990: Elizium
- 1991: Earth Inferno (Live)
- 1993: Revelations (Best of)
- 1996: Zoon (als The Nefilim)
- 2002: Fallen (unreleased tracks)
- 2005: Mourning Sun
- 2012: Ceremonies (Live)

### Singles und EPs
- 1985: Burning the Fields (EP)
- 1986: Returning to Gehenna
- 1986: Power
- 1987: Dawnrazor
- 1987: Preacher Man
- 1987: Blue Water
- 1988: Moonchild
- 1988: Chord of Souls (Promo)
- 1988: The Nephilim (BBC Radio Live in Concert)
- 1989: Psychonaut
- 1990: Sumerland (Dreamed)
- 1990: For Her Light (One)
- 1996: Xodus (als The Nefilim)
- 1996: Penetration (als The Nefilim)
- 2000: One More Nightmare / Darkcell AD
- 2002: From the Fire
- 2016: Prophecy

### Kompilationen
- 1991: Laura
- 1993: Revelations (Best Of, Raritäten)
- 2001: From Gehenna to Here

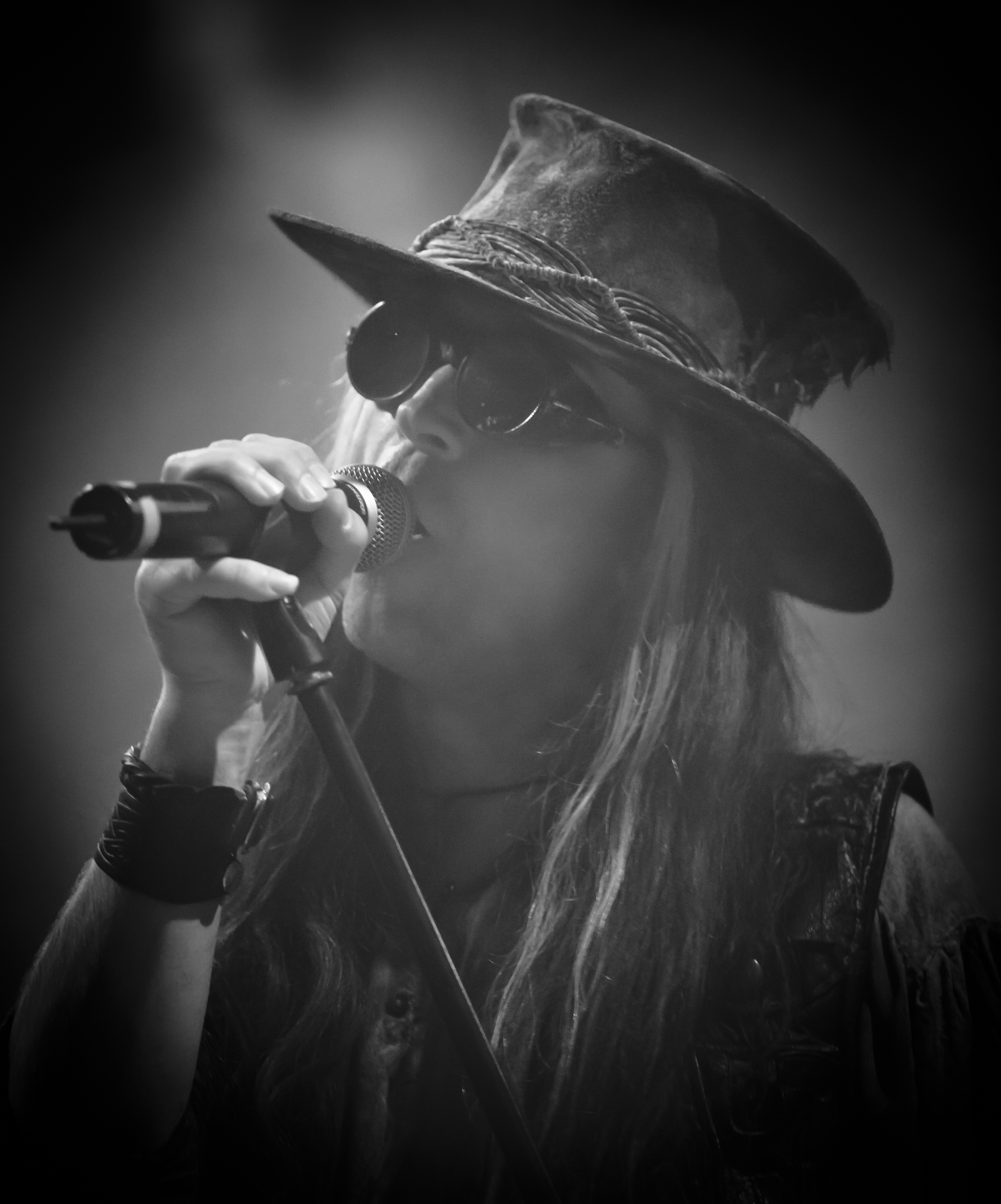
Carl McCoy

- 2012: Ceromonies (Ad mortem ad vitam) (Box-Set)

## Videoalben
- 1988: Forever Remain (Live)
- 1989: Morphic Fields (Musikvideos)
- 1991: Visionary Heads (Live)
- 1993: Revelations (Musikvideos)

## Belege
1. ↑  Dave Thompson, Kirsten Borchardt: Schattenwelt · Helden und Legenden des Gothic Rock. 2004, ISBN 3-85445-236-5, Seite 245.
2. ↑  Dave Thompson, Kirsten Borchardt: Schattenwelt Helden und Legenden des Gothic Rock. 2004, ISBN 3-85445-236-5, Seite 101.
3. ↑  Dagmar Rath: Nefilim. Lost in Summerland. In: Voices from the Darkside, Nr. 9, 1996, S. 39.
4. ↑  Charts DE Charts UK